# Lot 1
Lot 1 est un canton dans le comté de Prince, Île-du-Prince-Édouard, Canada. Il fait partie de Paroisse North.

## Population
- 1 936 (recensement de 1996)
- 1 900 (recensement de 2001)[1]
- 1 881 (recensement de 2006)[1]
- 1 786 (recensement de 2011)[2]

## Communautés
Incorporé :
- Saint-Félix
- Tignish
- Tignish Shore

Non-incorporé :
- Anglo Tignish
- Ascension
- Christopher Cross
- Harper
- Judes Point
- Leoville
- Nail Pond
- Norway
- Palmer Road
- Peterville
- Pleasant View
- Saint Peter and Saint Paul
- Saint-Roch
- Seacow Pond
- Skinners Pond
- Tignish Corner
- Waterford

## Histoire
Le canton a eu plusieurs propriétaires après l'arpentage colonial de 1764 par le capitaine Samuel Holland :
- Philip (Phillip) Stephens (Stevens)  (1767-1810)
- En chancellerie  (1838)
- Messrs. Palmer and Ed. Cunard, Esq. (1864)